# رابن

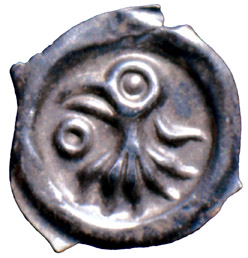
رابن بفينيغ من فرايبورغ إم برايسغاو تقريبًا 1290

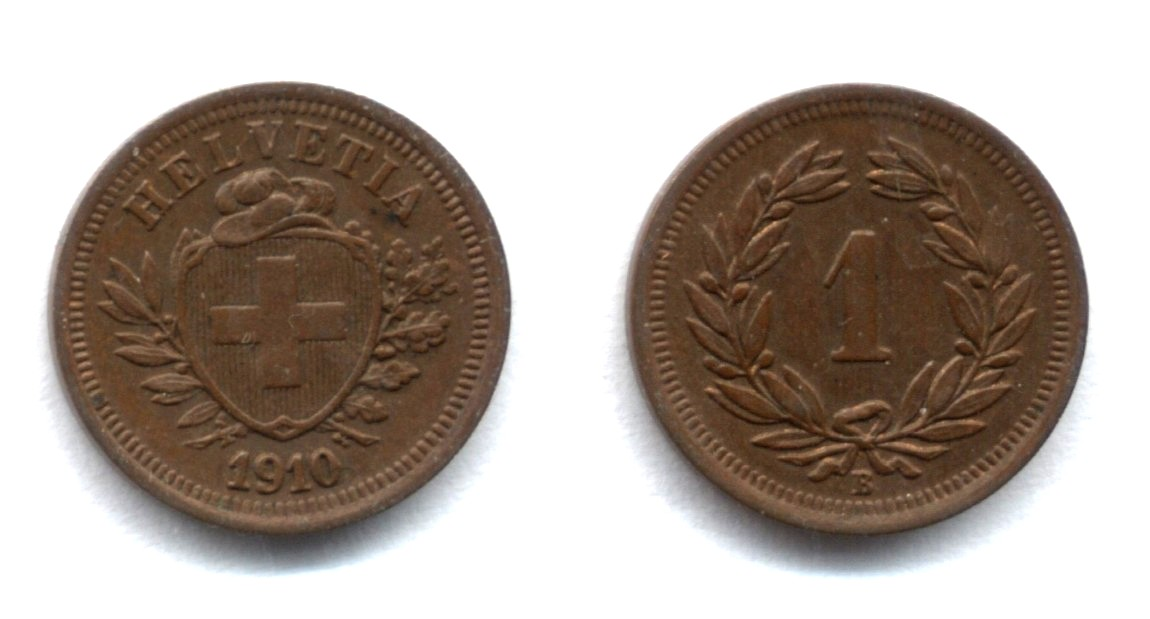
قطعة معدنية من فئة 1 رابن من عام 1910.

رابن (بالألمانية: Rappen) هو في الأصل نوع قروسطي من أنواع البفينيغ أو ("قرش") أو ("بنس") الشائع بين المناطق الألمانية في الألزاس وسونغداو وسويسرا الشمالية. كما هو الحال مع القروش الألمانية الأخرى، يدعى نصف رابن هالر وهي أصغر فئة نقدية صكت.